# Tara Chambler
Tara Chambler est un personnage de la série télévisée The Walking Dead . Elle est interprétée par Alanna Masterson.

## Biographie fictive

### Saison 4
Elle débute dans la saison 4. Elle est avec Lily, Megan et son père dans un appartement où ils se sont réfugiés avant de rencontrer Philip Blake (le Gouverneur). Lors de la mi-saison, elle refuse de se battre aux côtés du Gouverneur contre le groupe de Rick à la prison et reste en retrait. Elle est retrouvée vivante par Glenn et ils resteront tous les deux. Elle l'accompagnera pour retrouver Maggie. Ils rencontreront Abraham, Eugene et Rosita sur la route, qui se joindront à eux.
Elle suivra Glenn tout au long de son aventure pour rechercher Maggie. Lors de l'épisode Nous, elle et Glenn décident de rentrer dans le tunnel infesté de rôdeurs, quand ils commencent tous deux à vouloir traverser les gravats qui se sont effondrés, elle glisse et se coince le pied. Elle supplie Glenn de la laisser et de continuer et de ne pas se sacrifier pour elle. Mais Maggie, Sacha, Bob, Abraham, Rosita et Eugene arrivent et tuent tous les rôdeurs qui sont sur le point de manger Tara et Glenn.
Elle, Glenn, Maggie, Sasha, Bob, Abraham, Eugene et Rosita sont les premiers à arriver au Terminus et à rencontrer Mary.
Lors du final, quand Rick, Carl, Daryl et Michonne rentrent dans le wagon, elle s'y trouve avec les autres.

### Saison 5
Elle parvient à fuir du Terminus avec les autres en partie grâce à Carol. 
Dans l'épisode Étrangers, elle va au ravitaillement avec Glenn et Maggie. Elle lui avoue qu'elle était avec le Gouverneur au moment de l'assaut de la prison mais qu'elle ne savait pas qui il était et de quoi il était capable.
Dans l'épisode Quatre murs et un toit, elle part avec le minibus, avec Glenn, Maggie, Abraham, Rosita et Eugene. Elle est secourue par Eugene, qu'elle croyait incapable de survivre et changera d'avis sur lui au fur et à mesure du temps. 
Dans l'épisode Développement personnel, elle essaie de détendre le groupe en se moquant gentiment de la coupe d'Eugene, plus tard, elle surprend Eugene en train d'espionner Rosita et Abraham. Elle fut choquée d'apprendre qu' Eugene a menti et qu'il ne peut arrêter l'épidémie.
Dans l'épisode Croix, elle décide que le groupe s’appelle GREATM (Glenn, Rosita, Eugene, Abraham, Tara et Maggie).
Dans l'épisode Anéanti, GREATM retourne à l'église et part au Grady Memorial Hospital pour récupérer le reste du groupe.
Comme le reste du groupe, elle atteint Alexandria Safe Zone à la fin de l'épisode La Distance.
Dans l'épisode Perte, elle part en excursion avec Glenn, Eugene, Noah, Nicholas et Aiden Monroe, mais Aiden tire sur une grenade provoquant ainsi une explosion permettant l'intrusion en masse des rôdeurs et blessant grièvement Tara. Elle tombe dans le coma puis est transportée en lieu sûr pour éviter qu'elle ne soit dévorée. Pendant que tout le reste du groupe part sauver Aiden dont ils ont constaté un peu tard la survie, Tara est une nouvelle fois secourue par Eugene.
Finalement, elle se réveille de son coma dans le dernier épisode de la saison, aux côtés de Rosita.

### Saison 6
Elle apprend la mort de Noah dès le retour de Glenn et Nicholas, mais ce n'est que plus tard qu'elle apprend par Maggie que Nicholas a sacrifié Noah et tenté de tuer Glenn.
Pendant l'attaque des Wolves à Alexandria, elle reste à l'infirmerie avec Eugene, Denise et Eric. Par la suite, elle rassurera et conseillera Denise sur ses capacités de médecin et elles finiront par s'embrasser. 
Lors de l'épisode Attention, elle discute avec Eugene puis, aperçoit tout comme Rick, Spencer en danger voulant atteindre l'église avec un harpon. Tara prend des risques en se tenant au mur éliminant le plus de rôdeurs possible pour que Spencer puisse survivre même si finalement elle se fait réprimander par Rick. 
À la suite de la chute du mur d'Alexandria, elle sauve Eugene avec Rosita et les trois se réfugient dans l'école d'Alexandria. 
Eugene crochetant une porte, ils arrivent juste au moment où le meneur des Wolves prend en otage Denise avec Morgan et Carol assommés. Impuissants, ils seront forcés de lui donner leurs armes et de le regarder partir avec Denise. Elle apprend finalement par Carol que Denise est en sécurité car elle a atteint l'infirmerie, puis avec Carol, Morgan, Rosita et Eugene, ils vont aider Rick à se débarrasser de l'invasion de rôdeurs.
Elle décide de partir avec Heath pour une mission de longue durée. Juste avant de prendre la route dans un camping-car, elle et Heath prennent part à l'attaque du camp des Sauveurs.

### Saison 7
Tara est retrouvée évanouie par Cyndie sur une plage, après avoir échappé à une attaque de rôdeurs. Heath, quant à lui, est toujours introuvable. Elle suit Cyndie pour Oceanside où elle apprendra que toutes les femmes ayant vécu à Oceanside ont fui à cause des Sauveurs. Après avoir survécu à une tentative d'assassinat, elle rentrera à Alexandria où elle apprendra avec horreur les meurtres de Denise, Abraham et Glenn.
À la suite des meurtres d'Olivia et Spencer et de l'enlèvement d'Eugène, elle rejoint Rick, Michonne, Carl et Rosita pour aller demander de l'aide à la colline ou ils retrouvent Maggie, Sasha, Enid, Jésus et Daryl. Après un refus de Gregory, elle rejoint par la suite le Royaume ou elle retrouve Morgan.
Elle fait partie de l'équipe de recherche de Rick pour chercher Gabriel. Elle finit par dévoiler l'existence et l'emplacement d' Oceanside à Rick qui organise aussitôt une mission pour récupérer leurs armes.

### Saison 8
Tara fait équipe avec Daryl, Carol et Morgan pour attirer une horde jusqu'au Sanctuaire.
Par la suite, elle élabore un plan avec Daryl pour tuer les Sauveurs qui tentent de repousser la horde. Puis, elle rejoint Alexandria pour défendre la communauté face à Negan.
Rick et Michonne restant à Alexandria pour demeurer auprès de Carl. Tara part avec Daryl, Rosita et les autres Alexandriens survivants vers la colline. Sur la route elle veut tuer Dwight pour venger Denise mais se ravisse quand ce dernier cache le groupe aux Sauveurs. Elle arrive à la colline.
Durant l'assaut de la colline, elle est blessée par Dwight qui en fait la sauve des flèches contaminées par les Sauveurs.
Elle assure la défense de la colline pendant que Rick, Maggie et Ezekiel mènent la bataille finale. Elle décide d'armer les Sauveurs et voit l'arrivée des habitants d'Oceanside guidés par Aaron.

### Saison 9
Tara surveille les différentes hordes et charge les équipes de les détourner pour protéger le camp.
Elle assiste à la disparition de Rick.
Tara aide Jesus à diriger la colline, elle se plaint de faire la plus grosse partie du travail malgré le fait que Jesus soit élu. Elle prend des nouvelles de Rosita et dit qu'elle partira à la recherche d'Eugène le lendemain. Elle accueille, Daryl, Carol et Henry. Elle informe ces derniers de la situation de Rosita et Eugène. Elle reste à contrecœur à la Colline pour remplacer Jésus pendant qu'il part à la recherche d'Eugène avec Daryl et Aaron.
Tara, informée que des cavaliers arrivent à la Colline, fait rentrer tous les civils et se prépare à se battre mais Diana l'informe qu'il s'agit de Michonne. Tara accueille cette dernière ainsi que le groupe froidement mais autorise quand même le groupe de Magna à rester s'ils font leurs parts.
Elle est tuée par Alpha et sa tête se retrouve sur les piques qui délimitent la frontière avec celles de 9 autres victimes dont Enid et Henry. 